# 김제리
김제리(1960년 5월 20일 ~ , 전라남도 진도군)는 대한민국의 정치인이다. 제2·4·5대 용산구의원을 지냈으며 이후 제8·9·10대 서울특별시의원을 지냈다.

## 학력
- 경복고등학교 부설 방송통신고등학교
- 한국방송통신대학교 행정학과 학사
- 연세대학교 행정대학원 행정학 석사

## 경력
- 1995년 7월 1일 ~ 1998년 6월 30일: 제2대 용산구의회 의원(무소속)
- 2002년 7월 1일 ~ 2006년 6월 30일: 제4대 용산구의회 의원(무소속)
- 2006년 7월 1일 ~ 2010년 6월 30일: 제5대 용산구의회 의원(한나라당)
- 2010년 7월 1일 ~ 2014년 6월 30일: 제8대 서울특별시의회 의원(한나라당)
- 2014년 7월 1일 ~ 2018년 6월 30일: 제9대 서울특별시의회 의원(새누리당)
- 2018년 7월 1일 ~ 2022년 6월 30일: 제10대 서울특별시의회 의원(더불어민주당)

## 역대 선거 결과
|  | 50.18% |

|  | 6.86% |

|  | 57.12% |

|  | 31.25% |

|  | 48.27% |

|  | 50.82% |

|  | 56.27% |